# كافاتابي
كافاتابي (Cavatappi) هي نوع من المعكرونة، تحديداً ماكاروني، ذات شكل أنبوبي ملولب. كلمة كافاتابي في الإيطالية تعني «مفتاح العلب الملولب». تُعرف هذه المعكرونة أيضاً بأسماء أخرى، مثل سيلينتاني (cellentani) وأموري (amori) وسبيرالي (spirali) وتورتيليوني (tortiglione). عادة ما يتم نقش أخاديد أو خطوط على سطحها. قد تكون الكافاتابي أحد أنواع الماكاروني، أو كمعكرونة سميكة مجوفة يخلو خليط تحضيرها من البيض. قد تكون صفراء اللون مثل معظم أنواع المعكرونة أو تأخذ صبغة من خلاصة لونية من بعض الخضار أو صبغات أخرى لتأخذ اللون الأخضر أو الأحمر. يمكن استخدامها في مجموعة متنوعة من الأطباق مثل السلطات والحساء وأطباق الكسرولة.

## أصل الكلمة
كافاتابي (Cavatappi) هي كلمة إيطالية أصلها هو دمج كلمتي كافا (cava) وتابي (tappi) لتعني حرفياً «فكاك الأغطية (أو الرؤوس أو السدادات)».

## المنشأ
موطن كافاتابي ومنشأها هو جنوب إيطاليا.

## الشكل
أفضل وصف لشكل الكافاتابي الشكل هو أنه أنبوب ذو أخاديد (نقوش لها عمق) يأخذ الشكل الحلزوني الملتف لفات قليلة. عدد اللفات غالباً ما يكون لفة أو لفتين إلى ثلاث لفات[بحاجة لمصدر] (إذا لم تأخذ اللفة دورة كاملة، فربما يصبح الشكل مثل مرفق اليد، ويسمى ماكاروني).

## وصفات متعارف عليها
تستخدم معكرونة كافاتابي مع الطعام ذو الأسلوب الإيطالي مثل كافاتابي أماتريشانا (cavatappi Amatriciana) و بيستو أمريشانا (pesto Americana) وكافاتابي بومودورو (cavatappi pomodoro). وغالباً ما تستخدم مع أصناف المعكرونة ذات صلصات الطماطم  وترتبط بشكل وثيق مع أنواع مختلفة من الأجبان مثل جبن موزاريلا وبارما وبروفولوني.[بحاجة لمصدر] تعتبر خيار شائع مع طبق «ماكاروني آند تشيز».